# Mirror (chanson)
Pour les articles homonymes, voir Mirror.
Singles de Lil Wayne
Strange Clouds
(2012) The Motto
(2011)
Singles par Bruno Mars
Young, Wild & Free
(2012) Count on Me
(2012)
Mirror est une chanson par le rappeur américain Lil Wayne. C'est le sixième single issu de son neuvième album studio, Tha Carter IV. Le single est en featuring avec Bruno Mars. Mirror est sorti aux États-Unis le 13 septembre 2011 en radio Urban. La chanson est seulement présente sur la Deluxe Edition de l'album.

## Classement hebdomadaire
La chanson a fait ses débuts à la 16e place du Billboard Hot 100.
| Classement (2011-2012)                  | Meilleure position |
| --------------------------------------- | ------------------ |
| Australie (ARIA)                        | 37                 |
| Autriche (Ö3 Austria Top 40)            | 32                 |
| Belgique (Flandre Ultratop 50 Singles)  | 24                 |
| Belgique (Wallonie Ultratop 50 Singles) | 48                 |
| Canada (Hot 100)                        | 44                 |
| Danemark (Tracklisten)                  | 12                 |
| Écosse (OCC)                            | 21                 |
| États-Unis (Hot 100)                    | 16                 |
| États-Unis (R&B/Hip-Hop Songs)          | 69                 |
| États-Unis (Rap Songs)                  | 1                  |
| France (SNEP)                           | 41                 |
| Irlande (IRMA)                          | 23                 |
| Nouvelle-Zélande (RMNZ)                 | 37                 |
| Royaume-Uni (UK R&B Chart)              | 6                  |
| Royaume-Uni (UK Singles Chart)          | 17                 |
| Suède (Sverigetopplistan)               | 36                 |
| Suisse (Schweizer Hitparade)            | 15                 |

### Certifications
| Pays             | Certification | Vente  |
| ---------------- | ------------- | ------ |
| Australie (ARIA) | Platine       | 70 000 |

## Historique de sortie
| Pays        | Date              | Format                 | Label                                       |
| ----------- | ----------------- | ---------------------- | ------------------------------------------- |
| États-Unis, | 13 septembre 2011 | Radio diffusion        | Young Money, Cash Money, Universal Republic |
| États-Unis, | 1er novembre 2011 | Radio diffusion        | Young Money, Cash Money, Universal Republic |
| Royaume-Uni | 5 mars 2012       | Téléchargement digital | Young Money, Cash Money, Universal Republic |